# 홍희용
홍희용은 대한민국의 배우이다.

## 출연작

### 영화
- 《구르는 수레바퀴》 (2020년) - 혜용 역
- 《식구》 (2018년) - 슈퍼주인 역
- 《겨울잠》 (2017년) - 대표 역
- 《기화》 (2015년) - 희용 역
- 《이음편집실》 (2014년) - 홍 감독 역
- 《몽타주》 (2013년) - 순경 역
- 《생날선생》 (2006년) - 박주영 역
- 《불어라 봄바람》 (2003년) - 택시 승객 역
- 《색즉시공》 (2002년) - 담당의사 역

### 드라마
- 《땀의 순교자 탁덕 최양업》 (2008년, 평화방송) - 절골교우촌 포졸 역